# كأس الاتحاد الإنجليزي 1960–61
كأس الاتحاد الإنجليزي 1960–61 (بالإنجليزية: 1960–61 FA Cup)‏ هو الموسم 80 من  كأس الاتحاد الإنجليزي. الذي يشرف على تنظيمه الاتحاد الإنجليزي لكرة القدم، وفاز فيه توتنهام هوتسبير.